# Mech Platoon
Mech Platoon (機械化軍隊, Kikaika Gunta - Mech Platoon) est un jeu vidéo de stratégie en temps réel développé par Will et édité par Kemco, sorti en 2001 sur Game Boy Advance.

## Système de jeu
Mech Platoon suit les normes de jeu de stratégie en temps réel, et est dans la veine d’autres jeux tels que StarCraft et Command & Conquer. Le joueur prend le rôle de commandant de l’armée pour l’une des trois nations en jeu, et doit se battre sur cinq planètes chacune avec des missions multiples. [1] Dans une bataille, le joueur utilise des ressources sur un champ de bataille pour construire une base et tenter d’envahir son adversaire avec les"Mechs", les unités présentées dans le jeu. Il existe trois différents types de ressources dans le jeu : Sable d'énergie, roche de matériel et crystal laser. [2] Les ressources sont utilisées pour acheter des unités, et les ressources de qualité inférieure comme le sable peuvent être utilisées pour acheter des ressources plus coûteuses comme la roche et le cristal. [3] Il y a vingt mechs standard qui sont déverrouillés tout au long du jeu à utiliser pendant les batailles, mais chacun d’entre eux sont personnalisables avec différentes variantes. Chaque mech a également ses propres attributs, allant de différents points de frappe à différents niveaux d’attaques.

## Accueil
- Jeuxvideo.com : 16/20[1]